# Tapinella
Tapinella is een geslacht van schimmels behorend tot de familie Tapinellaceae. De typesoort is de ongesteelde krulzoom (Tapinella panuoides).

## Kenmerken
De vruchtlichamen lijken uiterlijk qua uiterlijk sterk op soorten uit het geslacht Paxillus. De rand van de hoed is op een typische manier opgerold, de lamellen lopen langs de steel naar beneden.

## Soorten
Volgens Index Fungorum telt het geslacht vijf soorten (peildatum oktober 2020):
| Soortnaam                                   | Auteur(s)                 | Publicatiejaar |
| ------------------------------------------- | ------------------------- | -------------- |
| Tapinella atrotomentosa (Zwartvoetkrulzoom) | (Batsch) Šutara           | 1992           |
| Tapinella corrugata                         | (G.F. Atk.) E.-J. Gilbert | 1931           |
| Tapinella lamellosa                         | (Sowerby) E.-J. Gilbert   | 1931           |
| Tapinella panuoides (Ongesteelde krulzoom)  | (Fr.) E.-J. Gilbert       | 1931           |
| Tapinella polychrous                        | (Singer) C. Hahn          | 2012           |